# Navid Kermani
Navid Kermani (født 27 . november 1967 i Siegen, Nordrhein-Westfalen i Tyskland) er en tysk forfatter, journalist, orientalist og islamforsker. Han har modtaget en række kultur- og litteraturpriser, bl.a. de tyske boghandleres fredspris i 2015.
Kermani er født af iranske forældre, der indvandrede til Tyskland i 1959. Han har været bosat i Köln siden 1988 og er gift med Katajun Amirpur, der er professor i islamvidenskab ved Universität Hamburg. Parret har to døtre.
Navid Kermani er praktiserende muslim og har skrevet flere indflydelsesrige bøger som Wer ist Wir? Deutschland und seine Muslime ("Hvem er ’vi’ – Tyskland og dets muslimer") (2009) og ""Ungläubiges Staunen. Über das Christentum"" ("Troløs undren – om kristendommen"). Dagbladet Information har kaldt ham "Tysklands intellektuelle ledestjerne".

## Virke
Kermani var fra 2000 til 2003 Long Term Fellow ved Wissenschaftskolleg zu Berlin, fra 2009 til 2012 Senior Fellow ved Kulturwissenschaftliches Institut Essen. I 2008 var han stipendiat ved Det tyske akademi i Roma Villa Massimo. Han er habiliteret, det vil sige, at han har opnået professorkompetence i sit fag.
Han er medlem af Deutsche Akademie für Sprache und Dichtung, Nordrhein-Westfälischen Akademie der Wissenschaften und der Künste, Hamburger Akademie der Wissenschaften og Den tyske islamkonference. Han har for sine litterære og akademiske værker modtaget en række priser, blandt andet Buber-Rosenzweig-medaljen, Hannah Arendt-prisen, Kleist-prisen og Joseph Breitbach-prisen.
Navid Kermani holdt festtalen, da Tysklands forbundsdag 23. maj 2014 fejrede 65-årsdagen for landets grundlov. Her rørte han ifølge en avisartikel "den forsamlede Forbundsdag og titusinder af tyskere til tårer med sin fremragende festtale for landets traumatiserede og ofte forbilledlige demokrati".